# Andrzej Chodubski
Andrzej Chodubski (Grabienice Małe, 1 de gener de 1952 - Gdańsk, 6 de juliol de 2017) fou un politòleg polonès, professor de la Universitat de Gdańsk. Fou especialista en el camp de la metodologia de recerca d'estudis polítics, així com membre de la Comissió de Ciències Polítiques de l'Acadèmia Polonesa de Ciències, amb el rang de vicepresident. El 2001 rebé el Premi Irene i Francesc Skowyrów a la Universitat Catòlica Joan Pau II de Lublin.